# Mysore (ciutat)

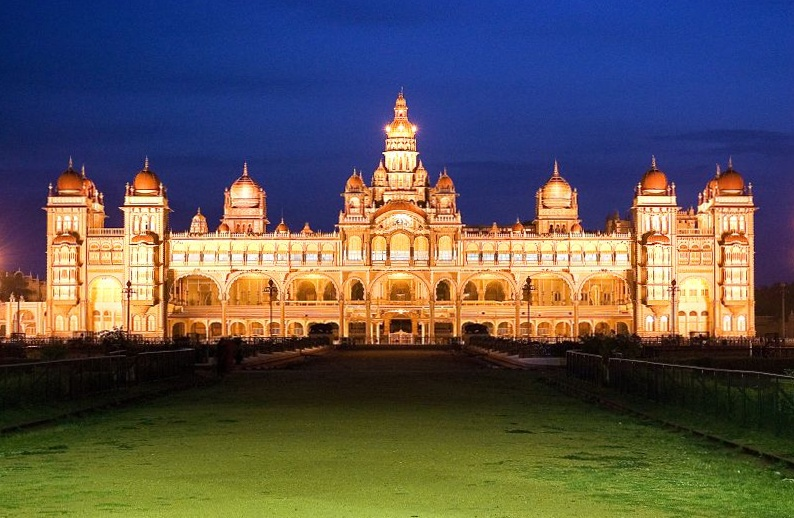
Palau

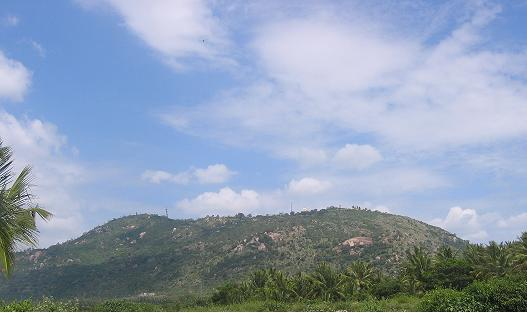
Muntanyes Chamundi

Mysore (canarès ಮೈಸೂರು Maisūru, hindi Missura, urdú Maysaur) és una ciutat de l'estat de Karnataka, Índia, la segona de l'estat, capital del districte de Mysore i de la subdivisió i la taluka de Mysore, situada a 12° 18′ N, 76° 39′ E / 12.30°N,76.65°E entre els rius Kaveri i Kabini. El nom de Mysore és la versió anglofona de Mahishūru, que vol dir "Llar de Mahisha" (Mahisha correspon a Mahishasura, un dimoni de la mitologia hindú). Modernament la municipalitat té 128 km² i es troba al peu de les muntanyes Chamundi. El 2007 el govern de Karnataka va adoptar oficialment el nom de Mysuru. Consta al cens del 2011 amb una població de 920.550 habitants. El seu gentilici és mysoreans (mysoorinavaru en canarès).

## Administració

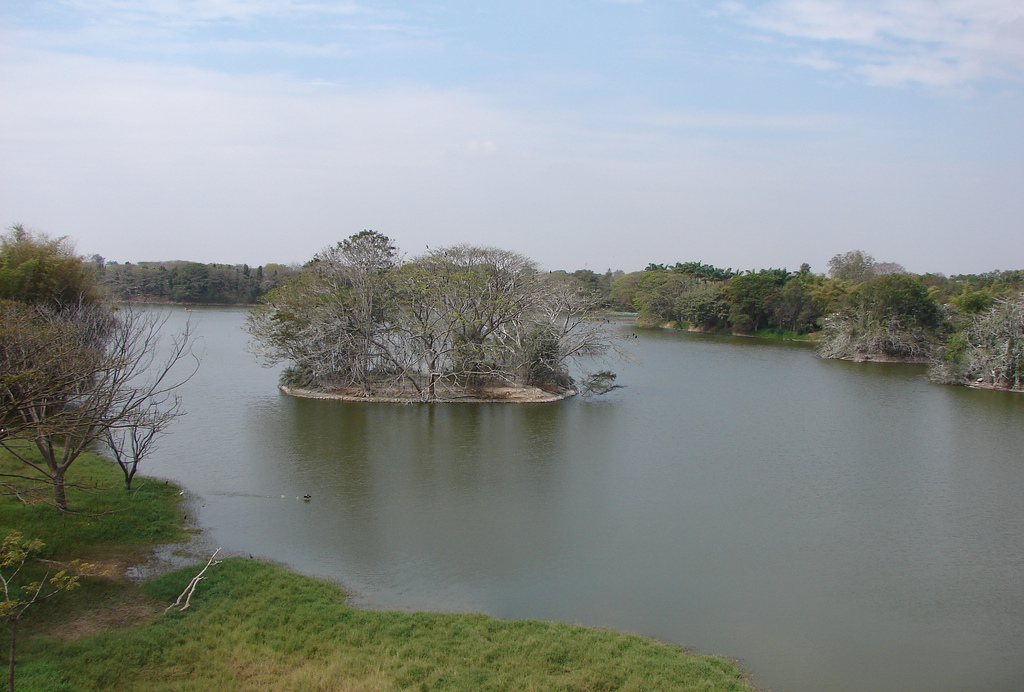
Llac Karanji

L'administració correspon a la Corporació Municipal de Mysore establerta al lloc de la municipalitat el 1977, dirigida per un alcalde (major) assistir pels comissionats i els membres del consell elegits per votació cada cinc anys (els electes designen l'alcalde). L'expansió és dirigida per la Mysore Urban Development Authority (MUDA) al front de la qual hi ha un comissionat.

## Història
La dinastia wodeyar de Mysore va agafar el poder de la zona (coneguda com a Puragere) el 1399 (com a feudataris de Vijayanagar) però Mysore no fou fundada fins més d'un segle després, el 1524, quan Chamaraja Wodeyar III (1513-1553) va construir la fortalesa i va servir com a capital fins al 1610 quan Raja Wodeyar va expulsar al vell virrei de Vijayanagar ee la ciutat de Srirangapatna (Seringapatam) i aquesta ciutat va esdevenir la seva capital. Haidar Ali, que va usurpar el poder a l'estat de Mysore, en va destruir alguns monuments i barris. Després de la mort de Tipu Sultan, fill i successor de Haidar Ali (1799) la dinastia wodeyar, que no tenia representant des de 1786, fou restaurada i Mysore restablerta com a capital. El diwan (1799-1810) i regent (1810-1811) Purnaiya va fer moltes millores a la ciutat; el 1831 el comissionat britànic va abandonar Mysore i va fixar la residència administrativa a Bangalore, però la ciutat va romandre com a capital reial, posició que va mantenir quan el poder de la dinastia fou restaurat el 1881, i fins al 1949. La municipalitat es va crear el 1888 i la ciutat es va dividir en 7 wards o seccions: el Fort, Lashkar, Devaraj, Krishnaraj, Mandi, Chamaraj, i Nazarabad.

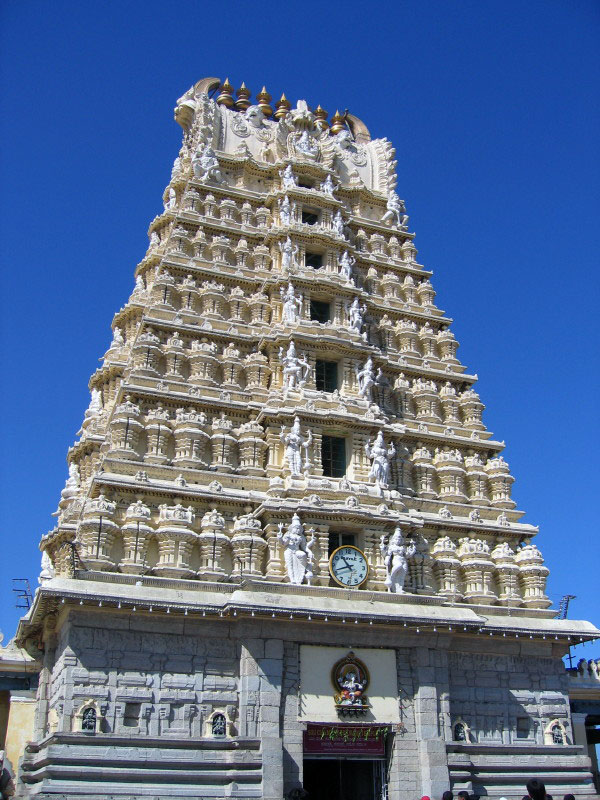
Temple Chamundeshwari a les muntanyes Chamundi

## Clima

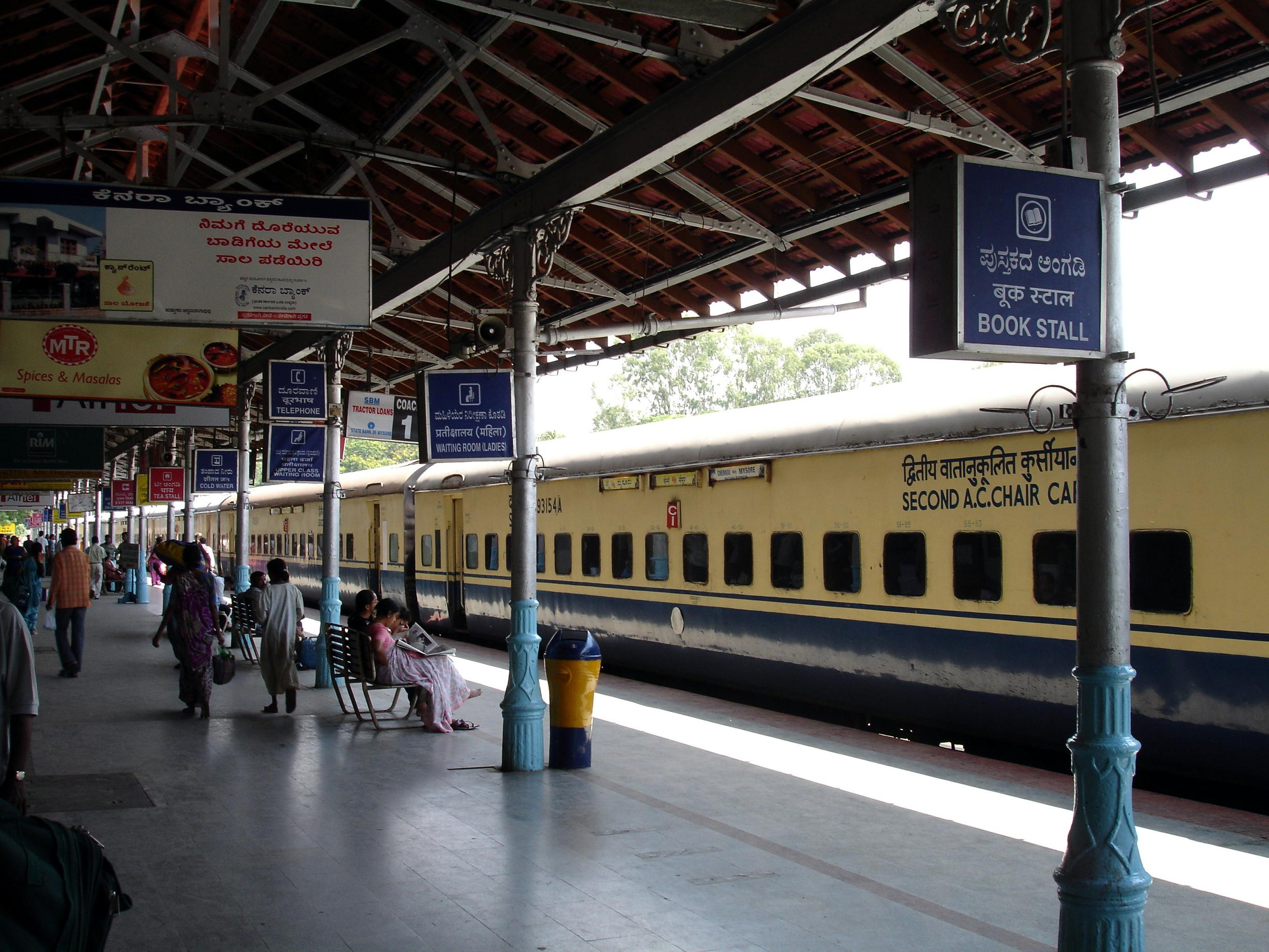
Estació de tren de Mysore

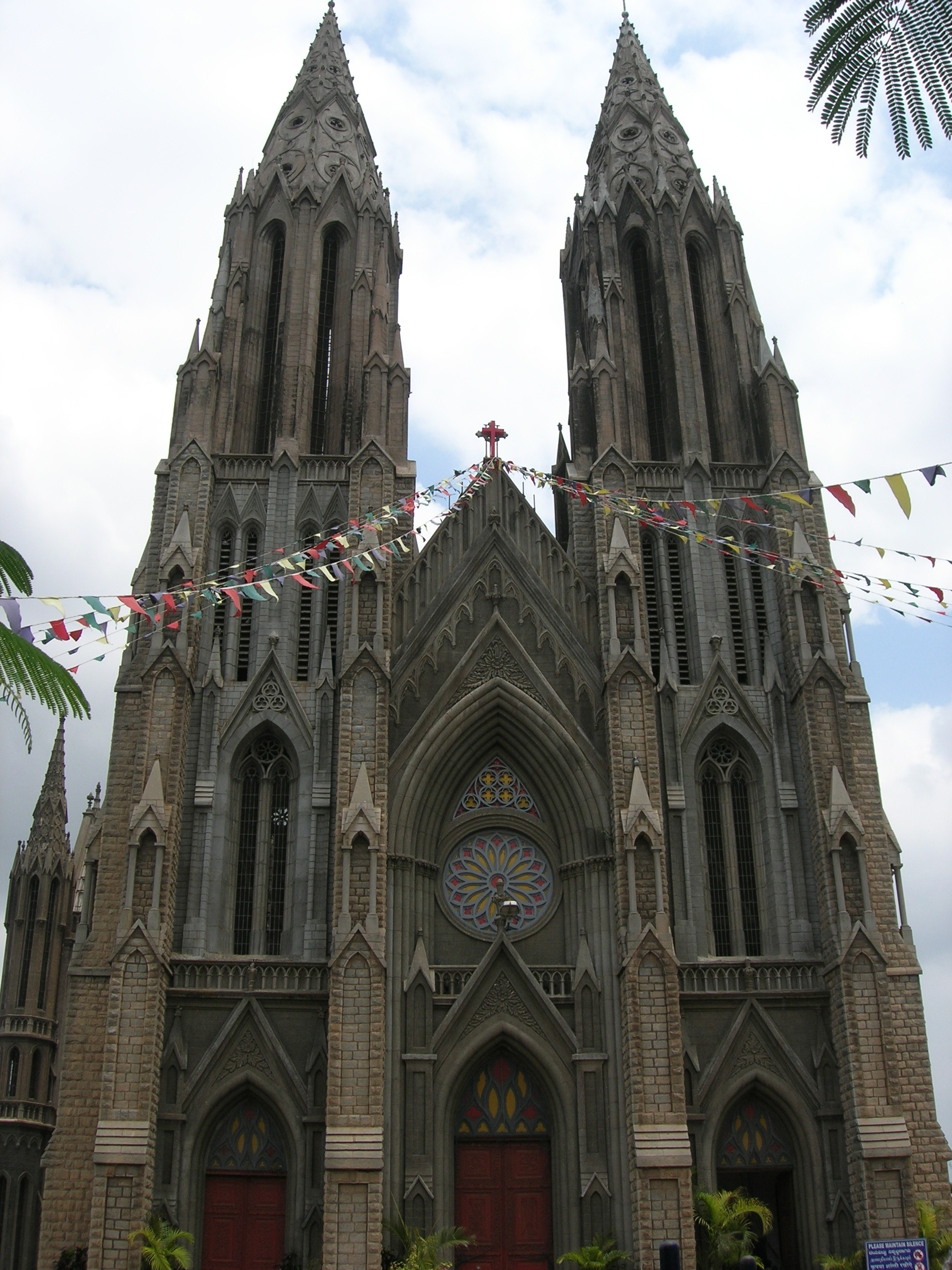
Església de Santa Filomena

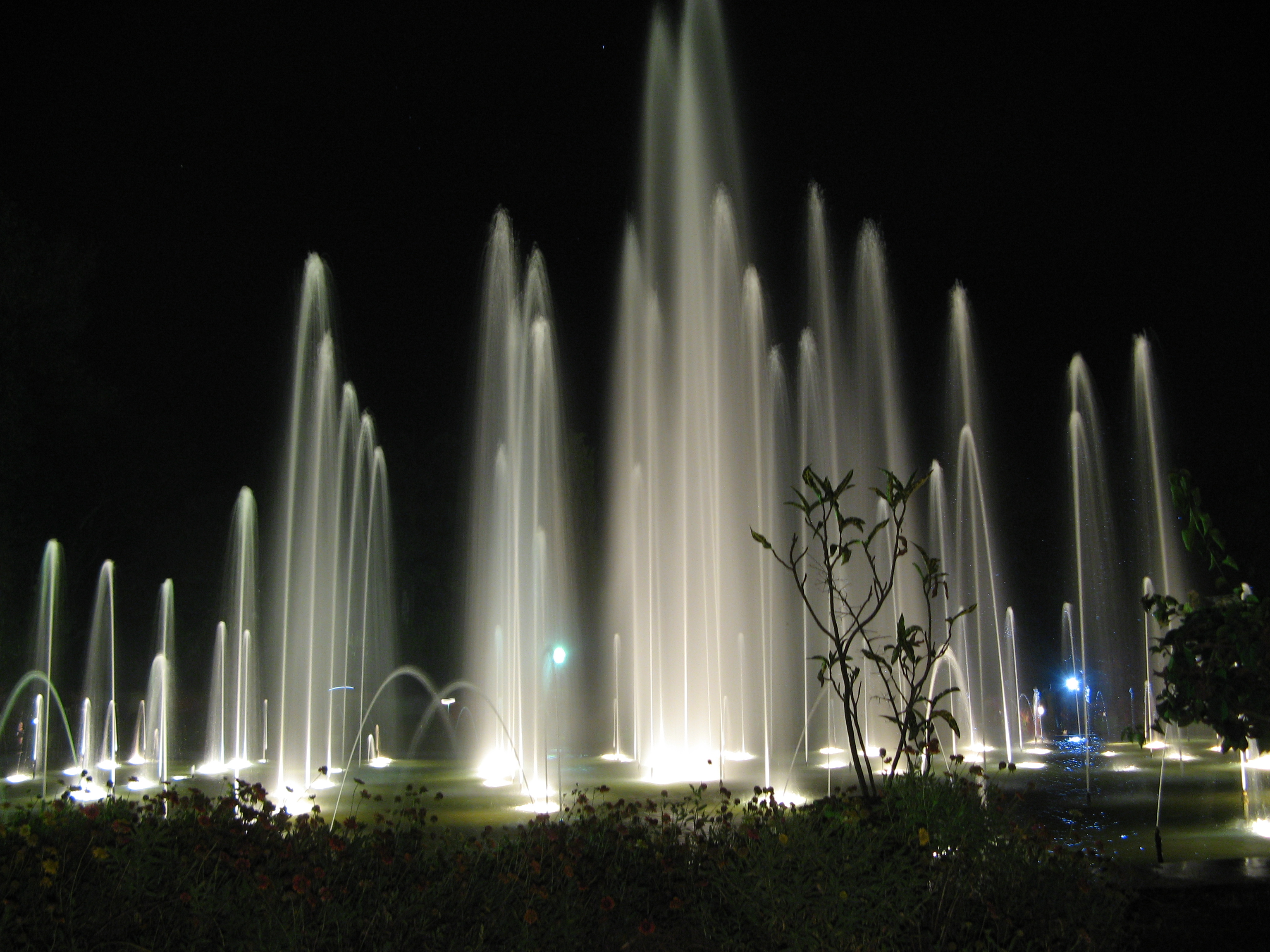
Fonts als jardins Brindavan (de nit)

## Turisme
- Palau de Mysore o Ambavilas
- Palau Jaganmohana
- Palau Jayalakshmi Vilas
- Lalitha Mahal
- Zoològic (fundat el 1892)
- Llac Karanji
- Llac Kukkarahalli
- Festival Dasara
- Museu regional d'Història Natural
- Folk Lore Museum
- Railway Museum
- Oriental Research Institute
- Presa de Krishna Raja Sagar
- Jardins Brindavan
- Estació de muntanya de Ooty i muntanyes Biligirirangan Hills i Himavad Gopalaswamy Betta (prop de la ciutat)
- Bandipur National Park
- Nagarhole National Park
- Santuari d'ocells a Melkote
- Santuaris animals a Ranganathittu i Kokrebellur
- Casvades de Shivanasamudra

## Agermanaments
- Cupertino, Califòrnia, Estats Units